# Bokmässan
Bokmässan, länge känd och marknadsförd som Bok & Bibliotek, är en bokmässa som arrangeras årligen på Svenska Mässan i Göteborg. Den startades 1985 som Bibliotek 85 men bytte redan året därpå namn till Bok & Bibliotek. Sedan 2017 ingår verksamheten som del i den ägarstiftelse som driver både Svenska Mässan i sin helhet och den angränsande hotellrörelsen Gothia Towers.
Bokmässan är Nordens största mötesplats för bok- och biblioteksbranschen, liksom en av de stora kulturella mötesplatserna i Västsverige. Den arrangeras årligen i slutet av september.

## Historik

### Bakgrund
| Sid 55 i Sveriges första tryckta bok, vars sjöjungfru i omtecknad form blivit symbol för Bokmässan i Göteborg. |  | Sid 55 i Sveriges första tryckta bok, vars sjöjungfru i omtecknad form blivit symbol för Bokmässan i Göteborg. |
| Sid 55 i Sveriges första tryckta bok, vars sjöjungfru i omtecknad form blivit symbol för Bokmässan i Göteborg. |  | |

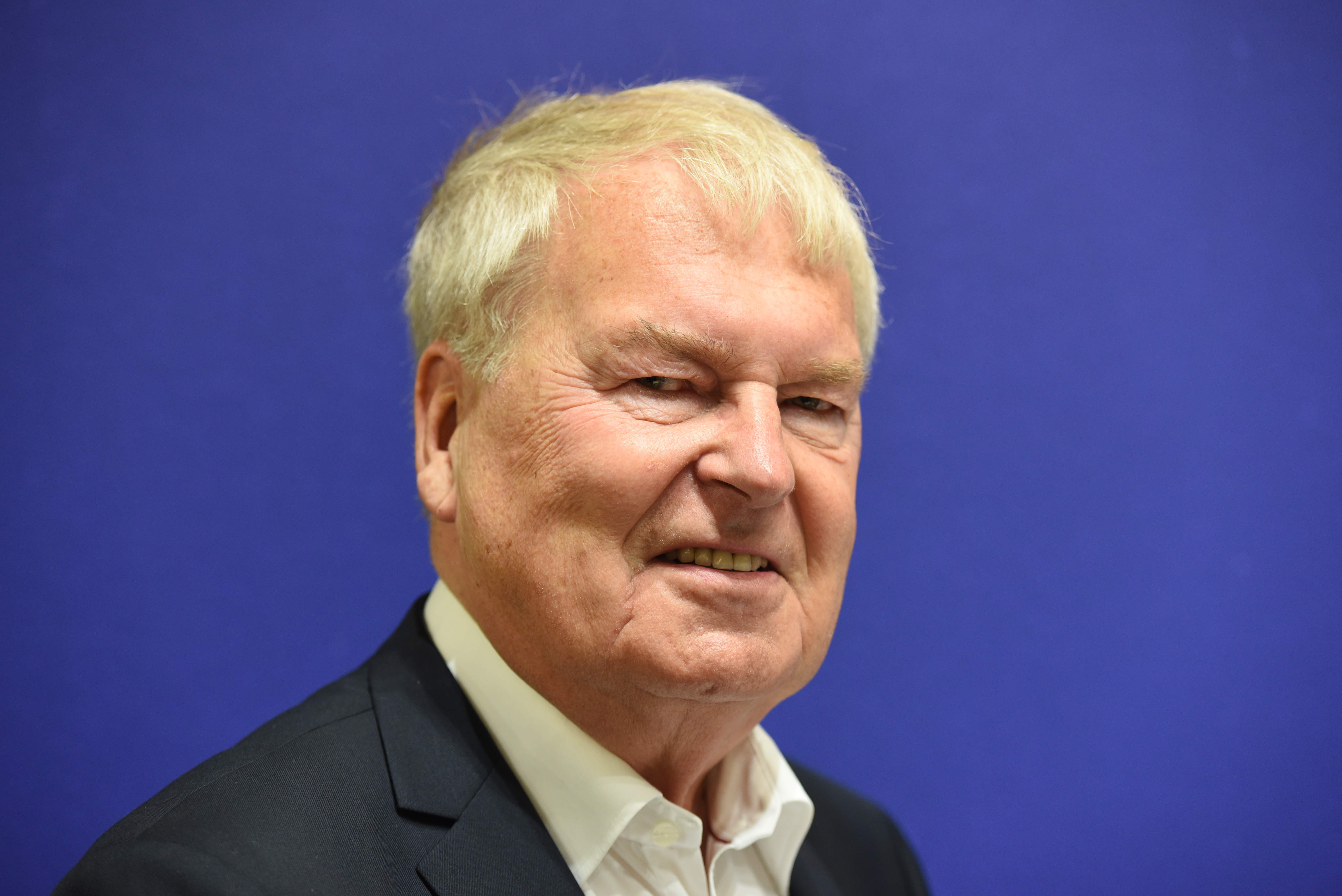
Bertil Falck, medgrundare till Bokmässan.

Bokmässan, eller Bibliotek 85 som den först hette, startades 1985 (premiär den 23 augusti) av Bertil Falck och Conny Jacobsson. Både Falck och Jacobsson hade kopplingar till biblioteksvärlden – som administrativ chef vid Göteborgs stadsbibliotek respektive före detta bibliotekschef i Hagfors. Målet var inledningsvis en seminarieverksamhet som kunde fungera som fortbildning för bibliotekarier, och den första mässan hösten 1985 var helt riktad mot bibliotekssektorn; evenemanget samlade 5 000 besökare.

### Tillväxt
Året därpå hade man bytt namn till Bok & Bibliotek och marknadsfört det hela som en mässa för bokbranschen i vidare bemärkelse; ägarbolaget gavs namnet Bok & Bibliotek i Norden AB. Besökarantalet var denna gång 26 000, en siffra som därefter i en lång följd av år växte stadigt. 2003 registrerades drygt 110 000 besök under fyra dagars tid. Arrangemanget har på senare år oftast arrangerats sista helgen i september, en tidpunkt som på grund av mässans publika dragningskraft lett till att svenska bokförlag ofta riktar det mesta av höstens bokutgivning till denna helg.
År 2004 sjönk besökstalet något till 108 500 besökare. År 2006 lockade bokmässan bara strax över 100 000 besökare, medan 2007 års bokmässa slutade på 108 468 besökare. 2009 års bokmässa hade minst antal besökare på många år – drygt 97 200 – en siffra som nästan kopierades året därpå. Både 2011 och 2012 räknades drygt 99 000 besökare in. Därefter har den totala mängden besökare sjunkit något, till en nivå på strax under 90 000.
Dock har intresset bland utställare konstant ökat med åren, och 2008 var man tvungen att tacka nej till drygt 50 utställare. Detta ökade intresse har lett till en debatt där Svenska Mässan vill bygga ut sina lokaler till ett område där det idag är bostäder, vilket skulle resultera i att dessa hyresgäster skulle tvingas flytta. 2008 öppnade dock mässan upp med nya ytor för fler utställare, utan att behöva införliva de rivningsplaner som funnits tidigare. Önskemålet om att få bygga ut Svenska Mässan kvarstår dock.

### Utveckling
Med åren har bokmässans dubbla identitet som "hybridevenemang" blivit tydligt: Det är inte en strikt branschinriktad bokmässa (som Bokmässan i Frankfurt) eller en utpräglad litteraturfestival. Istället har man både riktat in sig på branschens ekonomiska möjligheter och på den bredare publikens intresse av kulturella värden. Under 1990-talet utvecklades mässan från ett arrangemang som bokförlagen tyckte gav för lite pengar, till en som de inte kunde avvara. Ett kort försök med en bokmässa i Stockholm lades ner, och jubileumsåret 2009 förklarades Bok & Bibliotek som en central litterär institution som både etablissemang och makthavare omfamnar. 
Bokmässan har inte undgått kritik för sina val av mässteman eller vilka utställare som får ställa ut. 2015 års temaland Ungern kritiserades både på och utanför mässan för landets under senare år hårda styrning av sina massmedier. 2016 vållade utställaren Nya Tider stor debatt, med ett antal olika turer. Att det påföljande årets mässtema var yttrandefrihet vägde över i beslutet att till slut låta tidningen delta igen med monter. Debatten fortsatte 2017 med upprop, ett stort antal avhopp, flera alternativa bokmässor, bojkotter mot bokmässan och demonstrationer utanför. Det året tilläts inte organisationen Granskning Sverige och förlaget Runeskrift som ligger bakom Avpixlat att ställa ut. Demonstrationer och kontroverser innebar markant minskat besöksantal 2017, något som även påverkade de kommande åren negativt.

### 2020-talet
2020 års bokmässa drabbades hårt av covid-19-pandemin. Arrangemanget fick lov att arrangeras som ett heldigitalt evenemang, utan förlagsmontrar och med ett urval föreläsningar och presentationer som strömmades över Internet. Även 2021 års mässa påverkades starkt av restriktioner i samband med den påbjudna sociala distanseringen och blev en kombinerad mässa som till stor del även denna gång var digital. De minimala utställningsytorna lockade endast 6 700 besökare. Sydafrikas roll som hedersgäst sköts samtidigt upp till 2022 års mässa, där även Ukraina med kort varsel lades till efter Rysslands invasion av landet.
Den reella omstarten av mässan 2022, efter två års nedstängning, ledde till drygt 80 000 fysiska mässbesökare plus 7 000 digitala seminariedeltagare. 2024 noterades över 93 000 besökare, den högsta siffran sedan 2016.

## Organisation
Maria Källsson var VD hos Bok & Bibliotek 2012–2017.
Fram till 2017 arrangerades mässan av Bok & Bibliotek i Norden AB. Detta bolag fusionerade 23 november 2017 med Svenska Mässan Gothia Towers AB. Övergripande ägare är Svenska Mässan Stiftelse, den privata stiftelse som sedan tidigare driver både hotellrörelsen i Gothia Towers och Svenska Mässan i sin helhet. Totalt har mäss- och hotellverksamheten årligen drygt två miljoner besökare/gäster.

## Översikt
Den största delen av mässan försiggår på det undre mässplanet i Svenska Mässan. Där finns de flesta förlagsmontrarna, tematiskt fördelade i olika mässhallar. Förlagsmontrarnas placering återkommer ofta år från år på samma ställe, och utplaceringen av gångarna (att jämföra med gatorna i en stad, där montrarna är utlagda i olika kvarter) görs på samma sätt från år till år. Svenska Mässans A- (barnlitteratur och serier), B- (bokförlag), C- (organisationer, regionalt och utländskt deltagande), D- och E-hallarna (bibliotek och institutioner) upptas nästan helt av olika montrar.
Det övre våningsplanet täcker mindre yta och går endast delvis ut över ytan ovanför det undre våningsplanets monterutställning. Där finns dels alla seminariesalarna för gästande författare och andra talare, dels F- (matlagning, trädgårdsodling och tidningar), G- (mindre förlag) och H-hallarna (internationella organisationer).

### Teman
Varje upplaga av bokmässan har ett eller flera huvudsakliga teman. De kan vara knutna till olika länders litteraturer, men också vara allmänna, som yttrandefrihet och bildning.
Olika dagar har ofta olika teman på mässan. Exempelvis är – sedan 1998 – en av dagarna "Deckarens dag". Då hålls korsförhör av olika deckarförfattare på en scen. Där delas också flera priser ut, bland annat (sedan 2002) ungdomsdeckarpriset Spårhunden.[källa behövs]
Under delar av 00-talet arrangerades evenemanget "Seriesöndag" under söndagen. Denna var en fortsättning på Comics-kongressen, som varit del av mässan sedan 1987 och under 2010-talet utvecklats till "Seriescenen".

### Statistik
På senare år har bokmässan samlat cirka 800 utställare, med en total monteryta på drygt 11 000 kvadratmeter. På mässgolvet finns årligen direkt representation för mellan 20 och 30 olika länder, och i C-hallen samlas återkommande utställare som representerar olika svenska län och landskap. Antalet utställare har på senare år minskat, som ett resultat av ökade utställningskostnader men också via montrar där flera förlag eller organisationer delat på utrymmet. 2024 listades totalt 777 utställare.
Cirka 900 journalister får varje år pressackreditering, vilket inkluderar tillgång till de olika branschseminarier på övre plan där cirka 800 författare och andra föreläsare deltar ett givet år; dessa representerar i snitt ett 30-tal olika länder. Ett International Rights Centre är den del av mässan – med ett 80-tal olika montrar – där förlagskontakter sluts och förlagskontrakt förhandlas fram.
2024 arrangerades 302 seminarier under mässan. Totalt listades det året 3 592 programpunkter, inklusive på de olika öppna scenerna och i de olika förlagsmontrarna. Sammanlagt medverkade 2 987 personer på de olika programpunkterna.
Sättet att räkna antalet besökare har förändrats genom åren. De officiella besökssiffrorna inkluderar de olika "besöken" från utställare som ofta passerar genom entréerna flera gånger per dag, liksom att en del besökare är på mässan under flera olika dagar. Numera skannas utställarkortens EAN-koder, medan man under 1900-talet hade mekaniska räknare i spärrarna och räkning av pappersbiljetter.

## Scener och torg

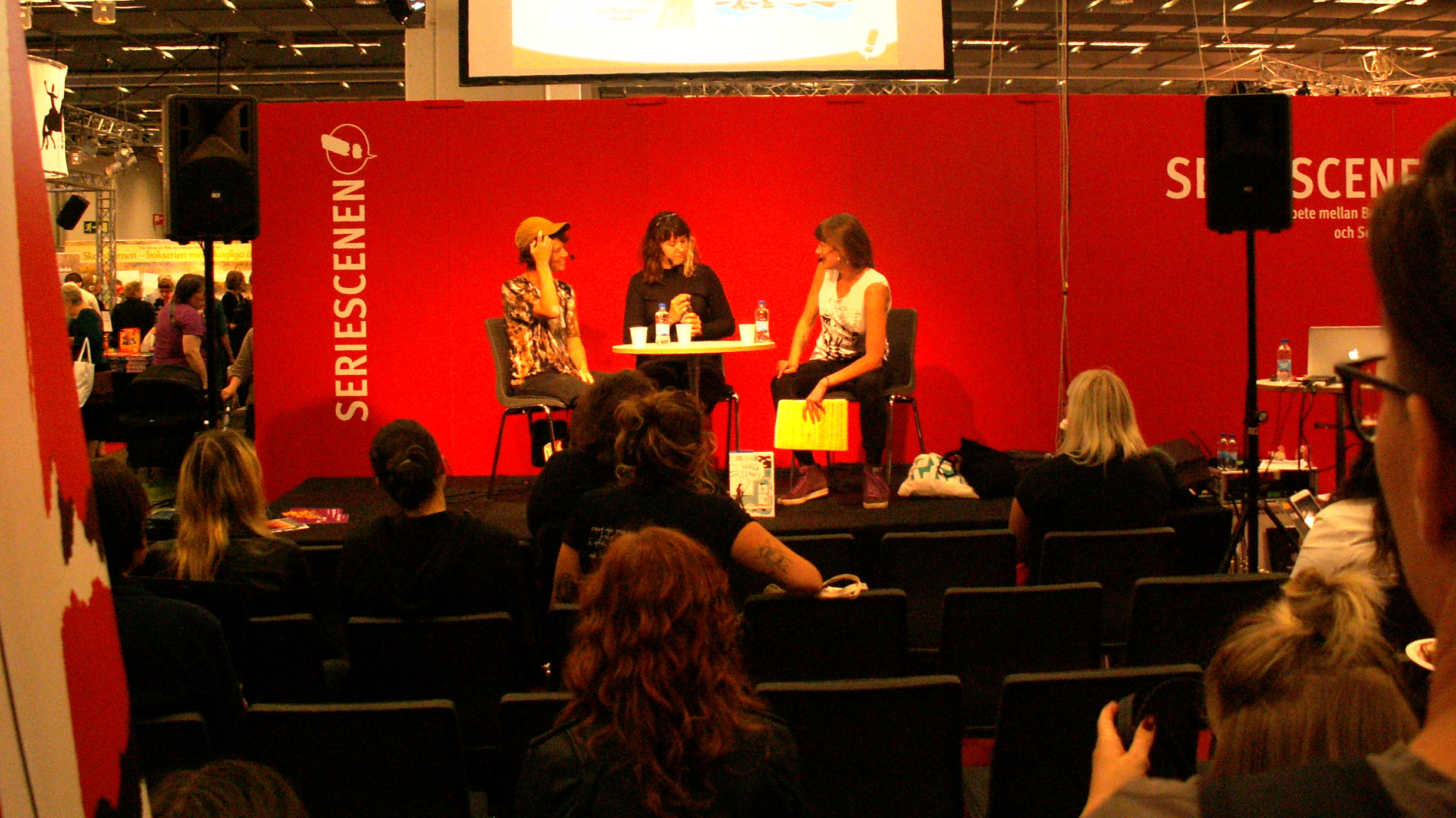
Seriescenen 2016.

Förutom seminariesalarna på övre våningsplanet arrangeras under mässdagarna ett stort antal programpunkter vid fasta scener på själva mässgolvet. Dessa scener har i regel programpunkter med teman som anknyter till inriktningen hos montrarna i respektive mässhall. 
Flera scener och mässområden byter delvis utseende under mässan. 2024 delade Biblioteksscenen plats med Feelgoodscenen, med den förstnämnda på torsdag/fredag och den sistnämnda under lördag/söndag. Det året arrangerades designmarknaden A la London (med ett sextiotal småskaliga formgivare från Västsverige) som ett sidoarrangemang i D-hallen under lördag/söndag, där ett antal mindre utställare haft montrar under torsdag och fredag.

### A-hallen

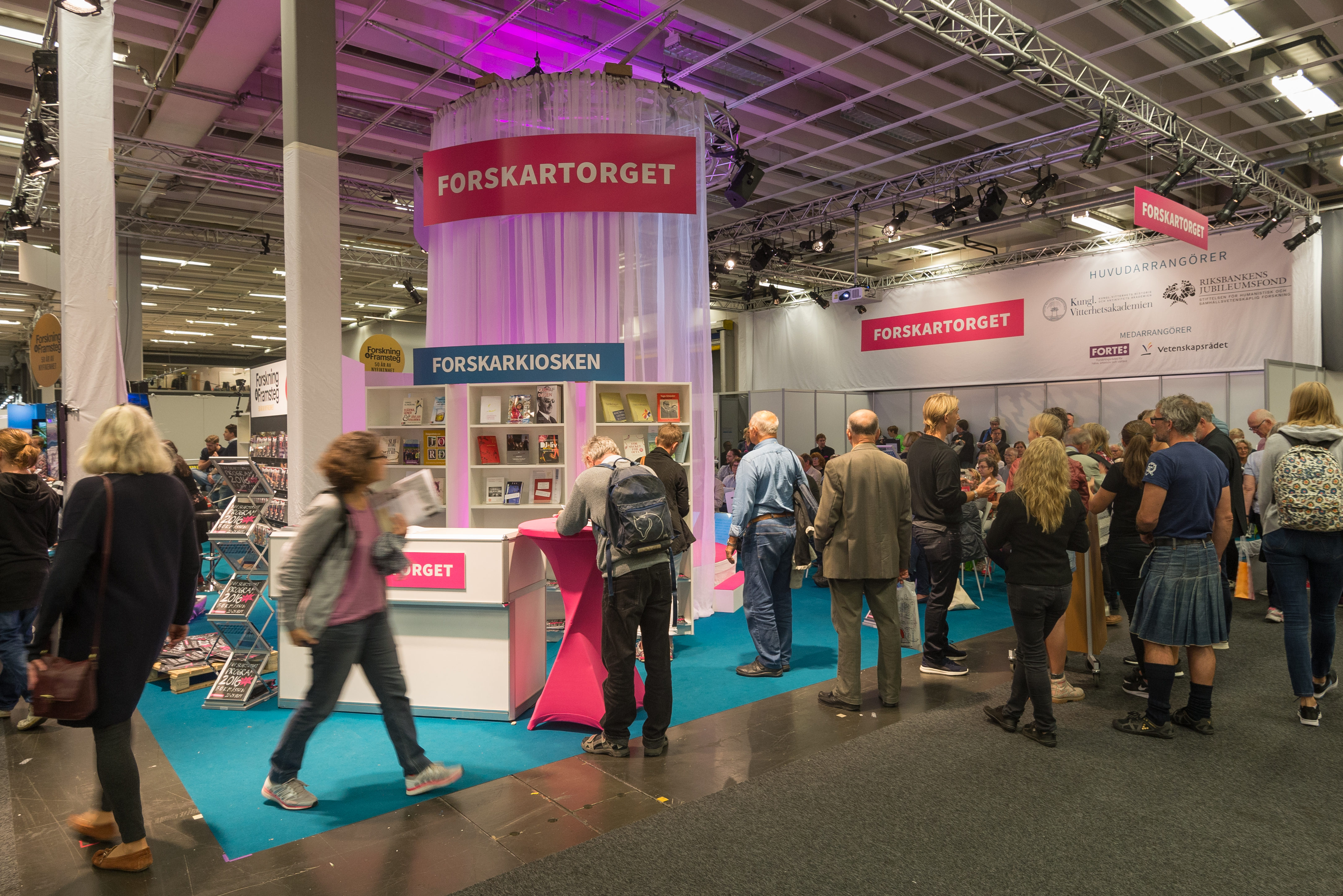
Forskartorget 2016.

I A-hallen finns tre olika fasta scener, med var sitt litterära tema. "Litteraturscenen" är en fast scen ägnad åt litteratur, "Seriescenen" är (sedan 2010) en scen för presentationer relaterade till tecknade serier och ""Ung scen" är tillägnad barnlitteratur.
Mässan har ända sedan 1986 haft en specifik (seminarie)del ägnad åt tecknade serier. Svenska Serieakademin (vars ledamöter Sture Hegerfors och Bo A. Karlsson länge var medarbetare kring mässans seminarier) inledde det hela 1986 med Comics '86, med både svenska och utländska inbjudna gäster. Comics-benämningen fortsatte, mässa för mässa, ända till 2002. 2003–2009 var benämningen på Svenska Serieakademins arrangemang SerieSöndag, koncentrerat till just mässans avslutningsdag. På seriesöndagen hölls seminarier, där läsarna fick möta de inbjudna serietecknarna. Där delar dessa med sig av sina liv och kreationer och om hur allt uppstod. Seriesöndagen bjöd också in besökarna till att få vara med och lära sig teckna egna serier och veta mer om hur serier är uppbyggda.
Sedan 2010 finns bland serieförlagsmontrarna en fast scen vikt åt presentationer, prisutdelningar, debatter, liveteckning och seriebattle. En mindre seriescen arrangerades av redan 2009, i en av foajéerna på mässans andra våning. Begreppet SerieSöndag används sedan 2010 inte längre som begrepp, och samtidigt har denna scen – Seriescenen –  tagit över som samlande tema för mässans seriearrangemang. Idégivare och huvudarrangör för Seriescenen är Seriefrämjandet. Vid 2022 års mässa samlades även fantastik-genrerna i den sammanslagna Serie- och fantastikscenen.

### B-hallen
I den stora, centrala B-hallen finns inga centrala scener anknutna till ett visst tema. Istället har oftast stora utställare som Aftonbladet, Rabén & Sjögren och Bonnierkoncernen egna scener med ständiga presentationer av författare. Sveriges Radio har oftast en egen scen, där bolagets olika program produceras i direktsändning under mässdagarna.
Något avsides i nordändan av B-hallen finns "De litterära sällskapens scen" samt "Forskartorget".

### C-hallen

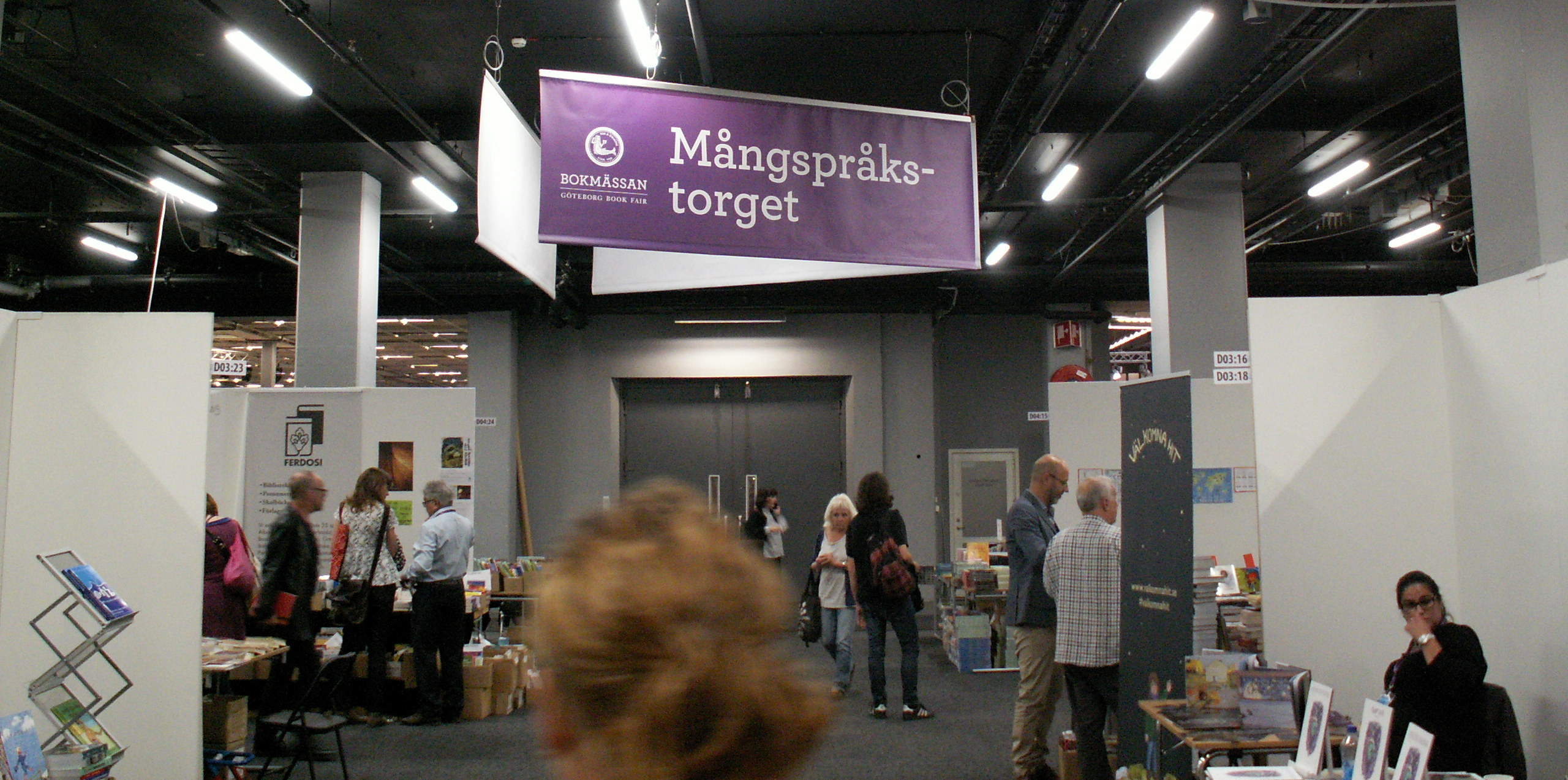
Mångspråkstorget 2016.

I C-hallen finns ofta "Psykologiscenen" samt en scen med anslutning till årets mässtema. 2016 års temascen var tillägnad yttrandefrihet.

### D- och E-hallen
I D-hallen finns ofta "Biblioteks- och berättarscenen". Denna är då placerad i anslutning till olika biblioteks- och organisationsmontrar. 2016 låg den även vid "Mångspråkstorget", en del av mässan med förlag och organisationer som har utgivning på andra språk än svenska. Debutåret närvarande ett tjugotal förlag och organisationer, med utgivning på ett 40-tal språk.

### Övre mässplanet

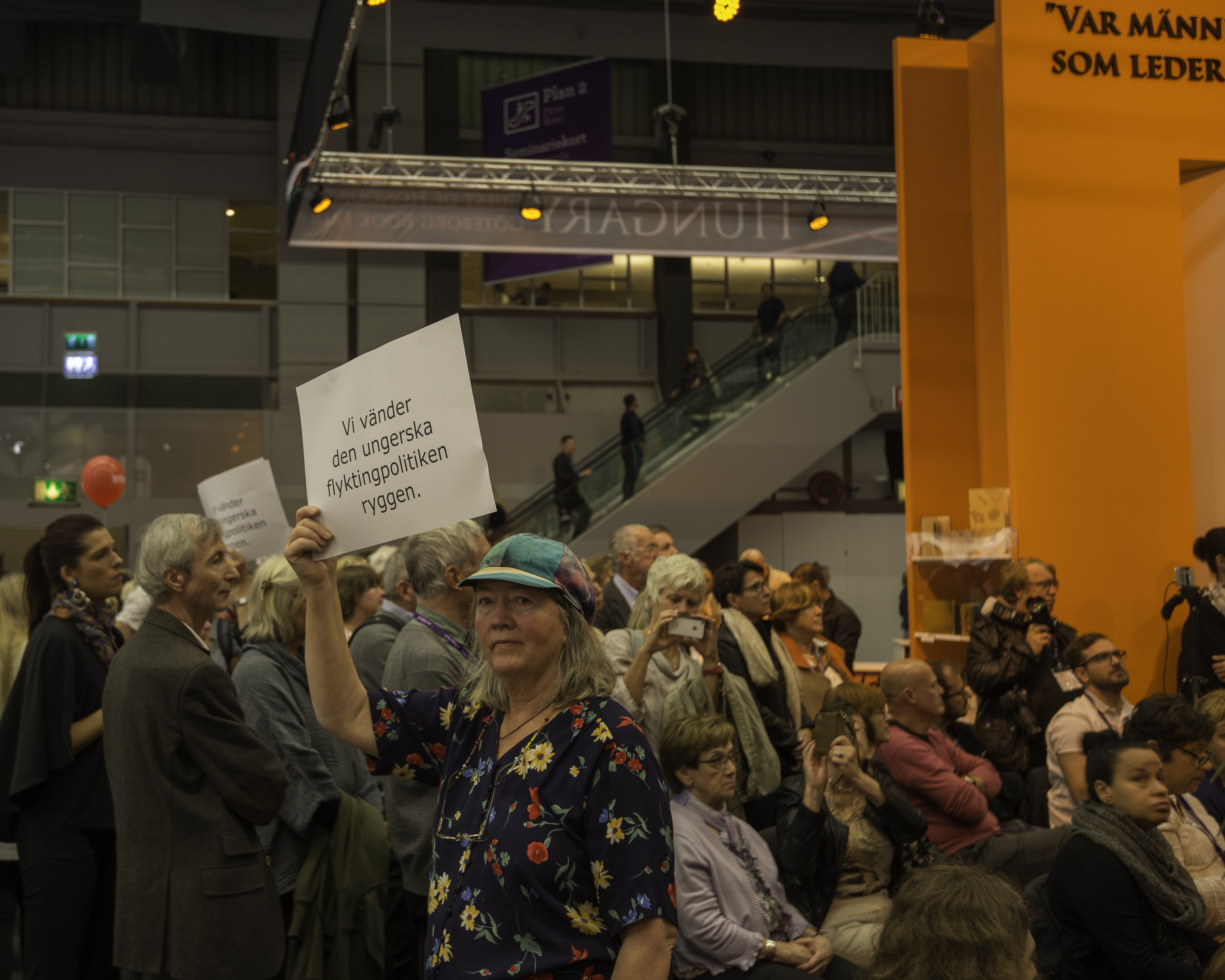
Demonstration mot val av Ungern som temaland 2015.

Även bland montrarna på övre mässplanet finns ett antal fasta scener. I F-hallen (längst i öster) fanns tidigare både en trädgårds- och en matscen, liksom en större scen i den norra ändan av hallen; 2016 bar denna namnet "Staden".
I den angränsande G-hallen finns ofta scenerna "Molnet" och "Se människan". Den senare anordnas i samarbete med Svenska kyrkan. En återkommande talare på den scenen har under 2010-talet varit Dick Harrison, i ämnen som slaveriets historia och korstågen till det heliga landet.
I H-hallen längre västerut är temat internationellt och ofta med fokus på globala södern. På internationella torget samsas olika länders montrar med olika människorättsorganisationer, och även på Internationella torgets scen är Svenska kyrkans gäster en flitig presentatör.

### Övriga scener
Barnhörnan är för de allra minsta besökarna. Här läser man sagor och barnen får lära sig att teckna.

## Betydelse
Bokmässan har sedan starten vuxit till en viktig samlingspunkt för författare, bokläsare, förlag, massmedier och politiker. Den är ett viktigt inslag i Västsveriges kulturliv och räknas som det största nordiska evenemanget för bok- och biblioteksbranschen. De svenska förlagen planerar ofta sin utgivning kring Bokmässan, och dagarna runt mässan är den enda veckan varje år då Sveriges förlagsnäring inte i första hand är lokaliserad till Stockholm och Skåne.
Genom det publika intresset har mässan även dragit till sig både journalistisk uppmärksamhet och politisk närvaro. Sveriges kulturminister deltar ofta i öppnandet av bokmässan, och andra svenska ministrar och viktigare politiker syns regelbundet på olika seminarier och scener. På grund av evenemangets dominerande ställning i den svenska förlagsbranschen, som den markant största bokmässan i landet, har man valt att marknadsföra sig som Bokmässan.
Bokmässans stora besökarantal innebär ett stort ekonomiskt tillskott för angränsande verksamheter, med fulla tåg till och från Göteborg. Den stora mängden kontaktmöjligheter och aktiviteter för deltagande branschfolk har även satt spår i göteborgshumorn, där "boksmälla" (jämför baksmälla) kan syfta på en allmän trötthet efter fyra dagars sömnbrist och "mässpest" den förkylning som ofta drabbar personer som på kort tid skakat hand med och umgåtts med hundratals potentiella smittospridare.

## Bok & Bibliotek år för år
| Nr | År   | Datum           | Hedersgäst, övrigt geografiskt tema                        | Övriga teman                                             | Besökare Totalantal besökare (Ej unika besökare) | Not         |
| -- | ---- | --------------- | ---------------------------------------------------------- | -------------------------------------------------------- | ------------------------------------------------ | ----------- |
| 1  | 1985 | 23–25 augusti   |                                                            | Biblioteksmässa                                          | 5 000                                            | [ 35 ]      |
| 2  | 1986 | 21–24 augusti   | En nordisk kulturmanifestation                             |                                                          | 28 700                                           | [ 36 ]      |
| 3  | 1987 | 20–23 augusti   | Norge                                                      |                                                          |                                                  |             |
| 4  | 1988 | 18–21 augusti   | Finland                                                    |                                                          |                                                  |             |
| 5  | 1989 | 7–10 september  | Danmark                                                    |                                                          |                                                  |             |
|    |      |                 |                                                            |                                                          |                                                  |             |
| 6  | 1990 | 13–16 september | Island                                                     |                                                          | 56 000                                           | [ 37 ]      |
| 7  | 1991 | 26–29 september | Norden, Tyskland                                           | Barnboken 400 år, Bibeln 450 år, Deckare 150 år          |                                                  |             |
| 8  | 1992 | 10–13 september |                                                            | Gränslös kultur                                          |                                                  |             |
| 9  | 1993 | 9–12 september  | FN: Ursprungsbefolkningarnas år                            |                                                          |                                                  |             |
| 10 | 1994 | 27–30 oktober   | Norden                                                     |                                                          |                                                  |             |
| 11 | 1995 | 26–29 oktober   |                                                            | Yttrandefriheten, Tryckfrihet, Pressfrihet               |                                                  |             |
| 12 | 1996 | 24–27 oktober   |                                                            | Mångkultur                                               |                                                  |             |
| 13 | 1997 | 30 okt.–2 nov.  | Nederländsk och flamländsk litteratur                      | Folkbildning                                             |                                                  |             |
| 14 | 1998 | 22–25 oktober   |                                                            | Barn- och ungdomslitteratur, Kulturarvet                 |                                                  |             |
| 15 | 1999 | 16–19 september | Tyskspråkig litteratur                                     | Nya vägar för boken                                      |                                                  |             |
|    |      |                 |                                                            |                                                          |                                                  |             |
| 16 | 2000 | 14–17 september | Norden                                                     | Läsrörelsen                                              | 105 000                                          | [ 37 ]      |
| 17 | 2001 | 13–16 september | Norden, Norge                                              | Arkitekturåret                                           |                                                  |             |
| 18 | 2002 | 19–22 september | Finland                                                    | Journal02 (Kulturtidskrifter)                            |                                                  |             |
| 19 | 2003 | 25–28 september | Polen                                                      | Populärvetenskap                                         | 110 394                                          | [ 36 ]      |
| 20 | 2004 | 23–26 september | Storbritannien                                             |                                                          | 108 452                                          | [ 36 ]      |
| 21 | 2005 | 29 sep.–2 okt.  | Litauen                                                    |                                                          | 107 091                                          | [ 36 ]      |
| 22 | 2006 | 21–24 september |                                                            | Yttrandefrihet                                           | 102 605                                          | [ 36 ]      |
| 23 | 2007 | 27–30 september | Estland                                                    |                                                          | 108 468                                          | [ 38 ]      |
| 24 | 2008 | 25–28 september | Lettland                                                   |                                                          | 101 208                                          | [ 39 ]      |
| 25 | 2009 | 24–27 september | Spanien                                                    |                                                          | 97 211                                           | [ 39 ]      |
|    |      |                 |                                                            |                                                          |                                                  |             |
| 26 | 2010 | 23–26 september | Afrika                                                     |                                                          | 97 053                                           | [ 36 ]      |
| 27 | 2011 | 22–25 september | Tyskland, Österrike, Schweiz – tyskspråkiga länder i fokus |                                                          | 99 827                                           | [ 36 ]      |
| 28 | 2012 | 27–30 september | Norden                                                     |                                                          | 99 136                                           | [ 36 ]      |
| 29 | 2013 | 26–29 september | Rumänien                                                   |                                                          | 96 315                                           | [ 36 ]      |
| 30 | 2014 | 25–28 september | Brasilien, Röster från Katalonien                          |                                                          | 97 133                                           | [ 36 ]      |
| 31 | 2015 | 24–27 september | Ungern, Röster från Island                                 |                                                          | 94 715                                           | [ 36 ]      |
| 32 | 2016 | 22–25 september |                                                            | Yttrandefrihet                                           | 96 293                                           | [ 44 ]      |
| 33 | 2017 | 28 sep.–1 okt.  | Finland 100 år, Röster från Irland                         | Bildning (huvudtema)                                     | 77 292                                           | [ 47 ]      |
| 34 | 2018 | 27-30 september |                                                            | Mediefrågor, Illustrationer, Mobilisering mot intolerans | 85 371                                           | [ 36 ]      |
| 35 | 2019 | 26–29 september | Sydkorea                                                   | Jämlikhet, Medievetenhet                                 | 86 132                                           | [ 49 ]      |
|    |      |                 |                                                            |                                                          |                                                  |             |
| 36 | 2020 | 24–27 september |                                                            | Digital kultur, Läs! Läs! Läs!                           | [ a ]                                            |             |
| 37 | 2021 | 23–26 september | Nordisk litteratur                                         | Demokrati, Läs! Läs! Läs!                                | [ b ]                                            |             |
| 38 | 2022 | 22–25 september | Sydafrika, Röster från Ukraina                             | Klimatkrisen, Crimetime                                  | 89 456                                           | [ c ] [ d ] |
| 39 | 2023 | 28 sep.–1 okt.  | Judisk kultur                                              | Staden, Ljud                                             | 85 936                                           | [ 57 ]      |
| 40 | 2024 | 26–29 september | Sápmi                                                      | Rymden                                                   | 93 661                                           | [ 13 ]      |
| 41 | 2025 | 25–28 september |                                                            | Dramatik; Kärlek och lust                                |                                                  |             |
| 42 | 2026 | 24–27 september | Québec                                                     | Folkbildning                                             |                                                  |             |
| 43 | 2027 | 23–26 september | Flandern, Nederländerna                                    |                                                          |                                                  |             |
| 44 | 2028 | 28 sep.–1 okt.  | Litauen                                                    |                                                          |                                                  |             |
| 45 | 2029 | 27–30 september |                                                            |                                                          |                                                  |             |
|    |      |                 |                                                            |                                                          |                                                  |             |
| 46 | 2030 | 26–29 september |                                                            |                                                          |                                                  | [ 65 ]      |

- Källa: besöksstatistik 2003‒2019[36][66]

## Utmärkelser
Ett antal litterära priser delas ofta ut på eller i samband med Bokmässan, av närvarande utställare. Detta inkluderar Adamsonstatyetten, Seriefrämjandets Urhunden och Crimetime Award. Nedan listas några som har mer konkret koppling till Bokmässan:

### Bokmässans bildningsstipendium/bildningspris
År 2017 var Bokmässans huvudtema bildning, varvid Bokmässans bildningsstipendium instiftades. År 2021 gjordes det om till Bokmässans bildningspris. Pristagarna genom åren har varit:
- 2017 – Lerums gymnasium
- 2018 – Stina Oscarson
- 2019 – Matiss Silins / Ordkanon[69]
- 2020 – Inget pris delades ut på grund av Covid-19-pandemin.
- 2021 – Läsfrämjarinstitutet[70]
- 2022 – Frida Berry Eklund / Våra barns klimat[71]
- 2023  – Elisabet Reslegård, Läsrörelsen
- 2024 – Mikael Ringlander, programchef för Kultursamverkan Svenska kyrkan samt för Se människan-scenen på Bokmässan[72]

### Sjöjungfrun
Sjöjungfrun (The Mermaid Award) instiftades av Bokmässan 2024 med anledning av firandet av den fyrtionde mässan. Priset delas årligen ut till en verksam författare som berört svenska läsare.
Sjöjungfrun som prissymbol speglar Bokmässans sjöjungfru – som i omtecknad form hämtats från en illustration i den första tryckta boken på svenska. Prisstatyetten i form av en sjöjungfru har handsnidats av bildhuggaren Panos Mamakos. Utöver statyetten mottar vinnaren även en upplevelse i Göteborgs skärgård.
Bokmässans sjöjungfru används på olika sätt i mässans marknadsföring. Att kvinno/fisk-gestalten är barbröstad har dock lett till problem att visa hela logotypen i vissa sociala medier, och 2025 tvangs Bokmässan på dess kanal på Facebook därför censurera sin logotyp.

#### Prismottagare
- 2024 – Joyce Carol Oates[74]

### Övriga priser
- 2004 – Kulturpriset till Adam Brombergs minne (Adamspriset)

## Bildgalleri

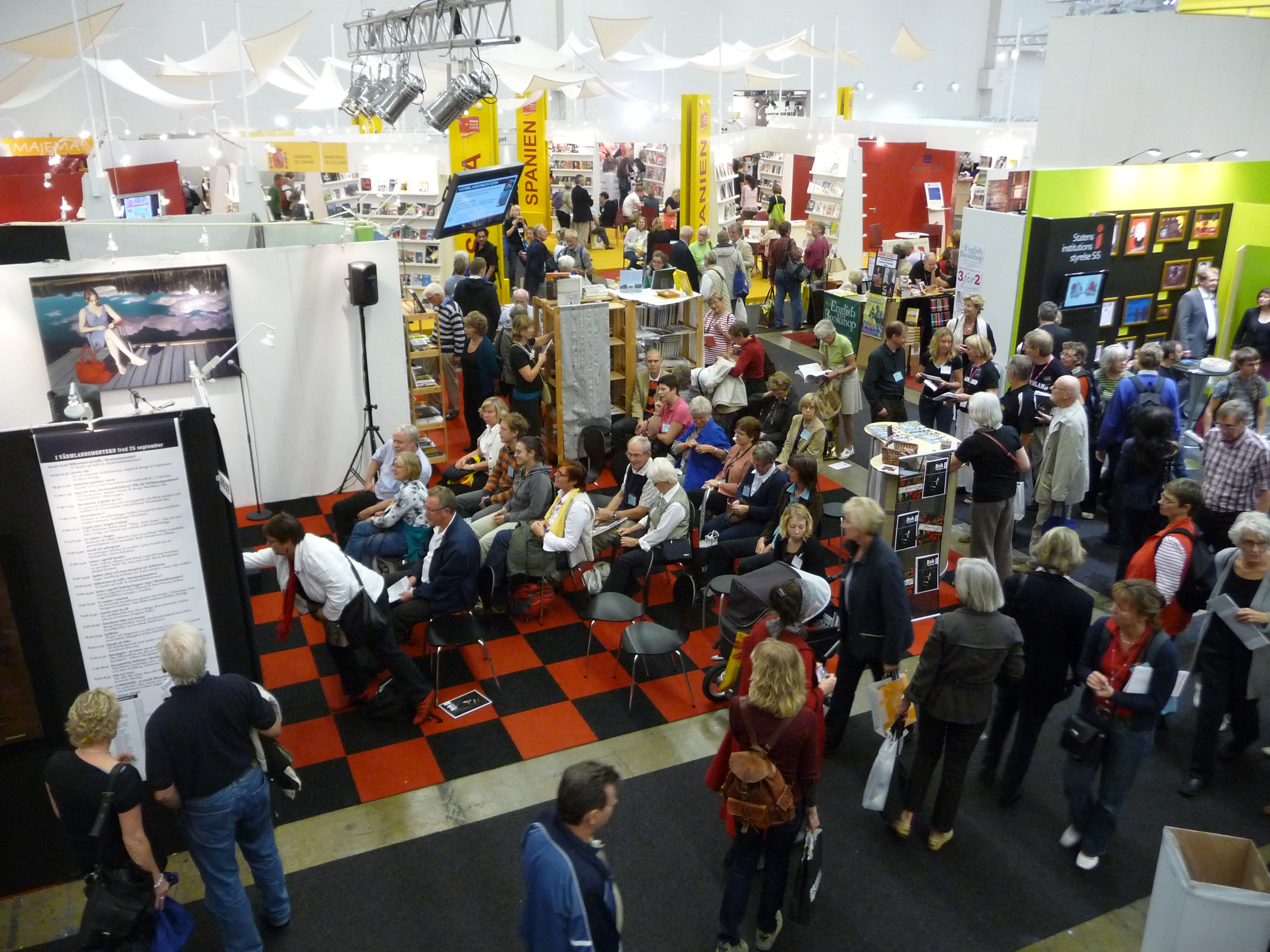
2009 var Spanien temat. Här ovan: Spanska montern.
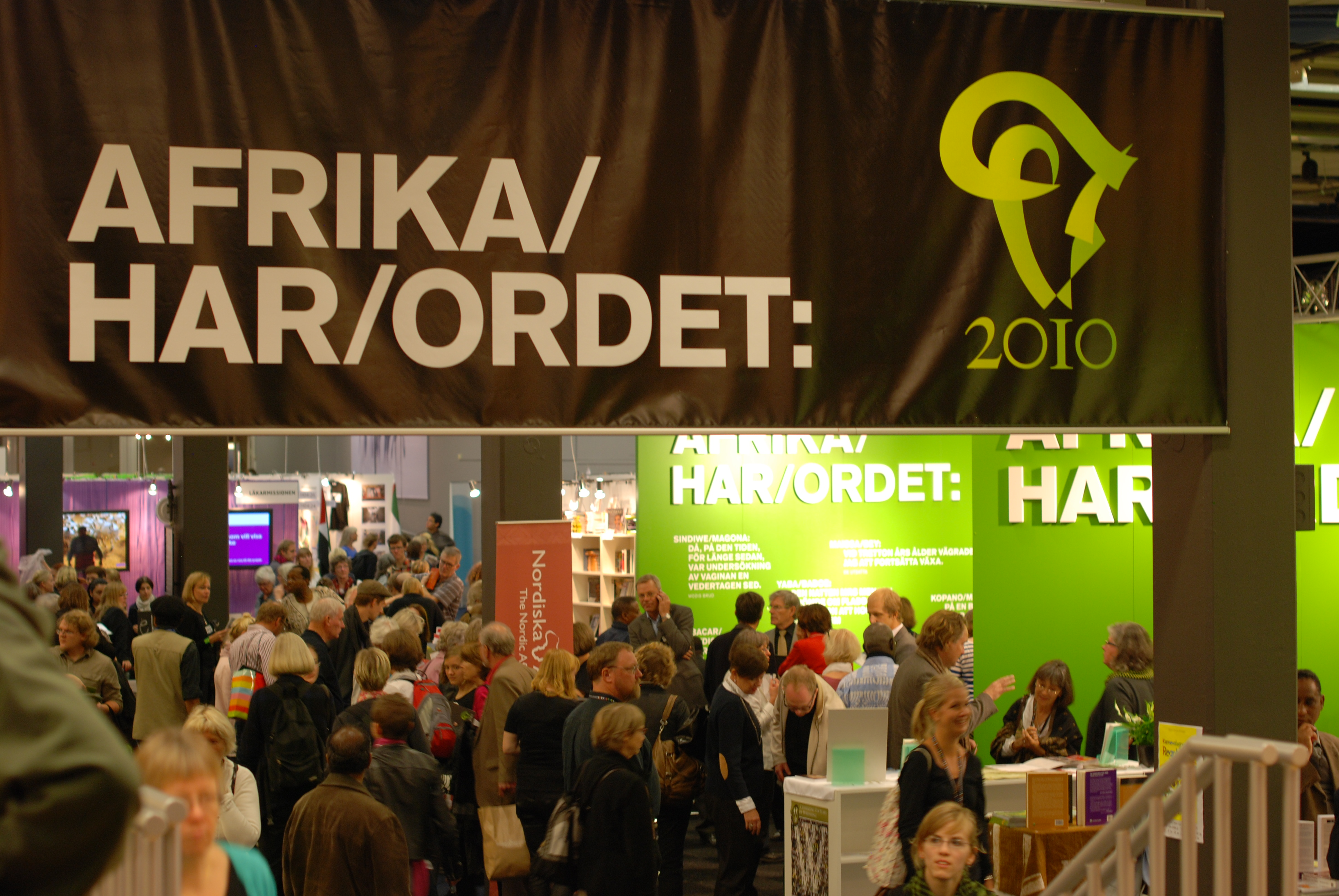
2010 års mässa hade Afrika som tema.
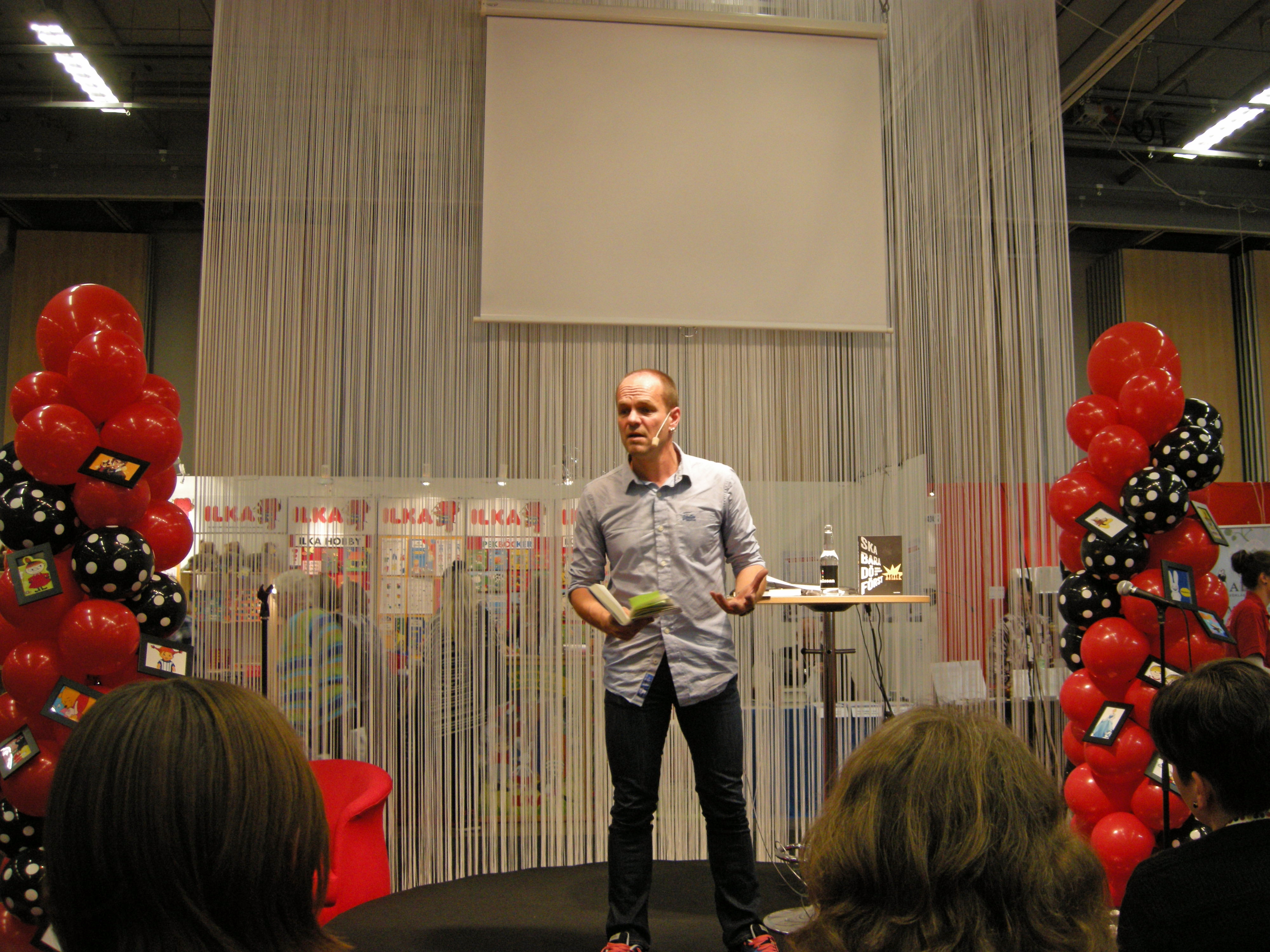
2012 var Norden temat. Här ovan Harald Rosenløw Eeg på Ung Scen.

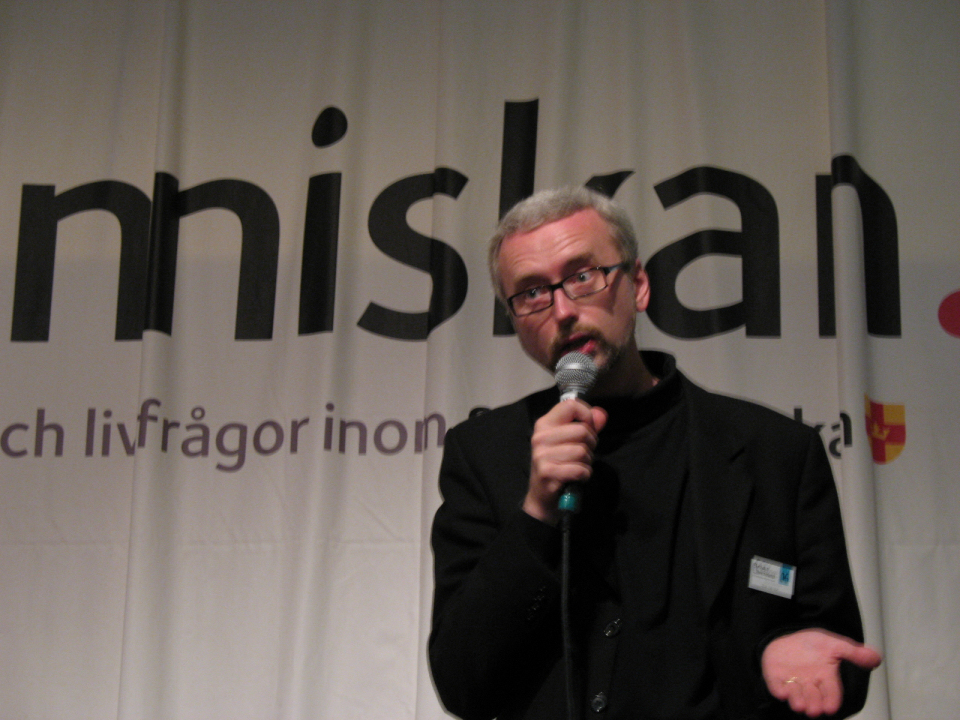
Dick Harrison på bokmässan 2006.
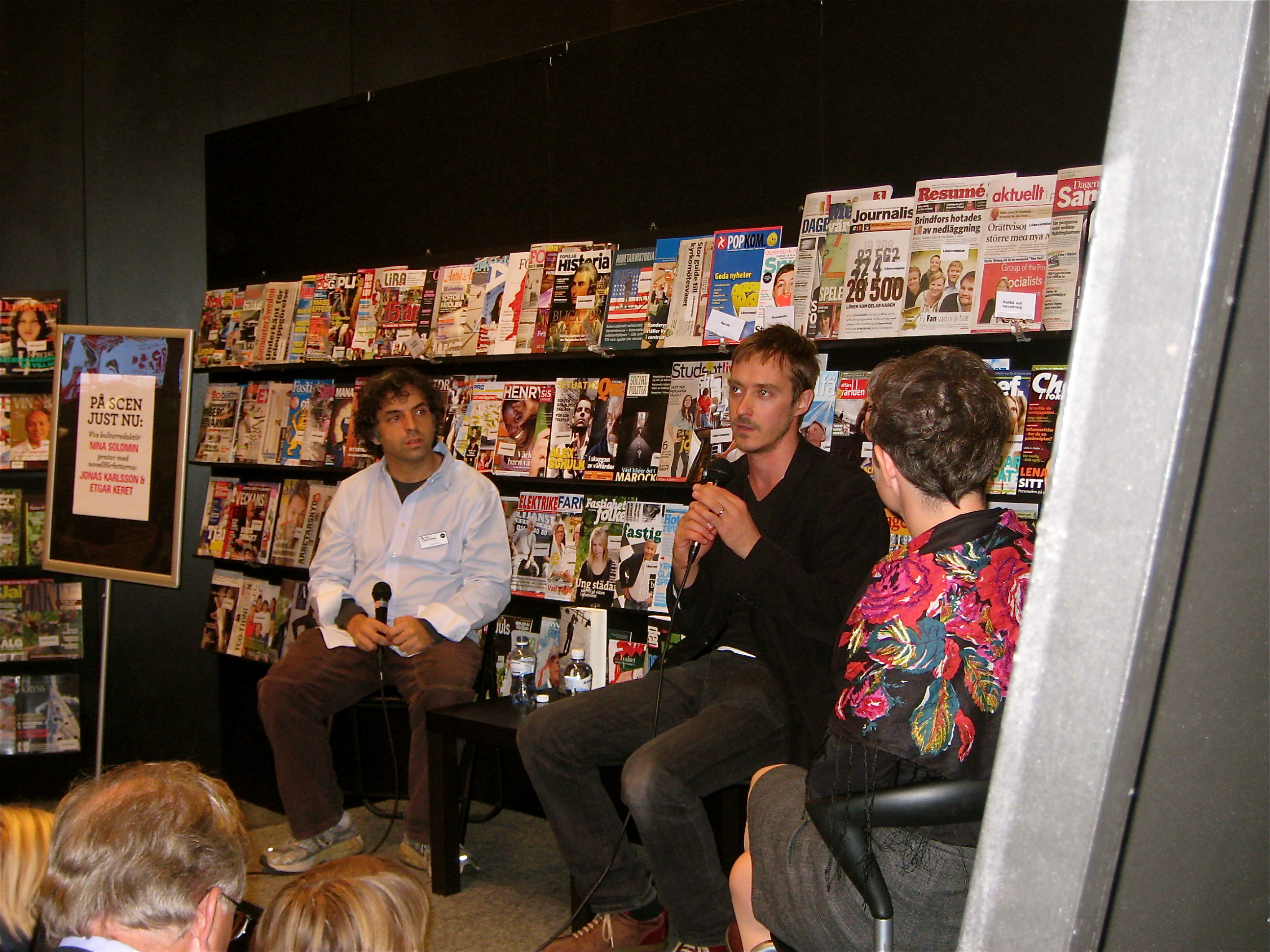
Etgar Keret i samtal med Jonas Karlsson 2009.
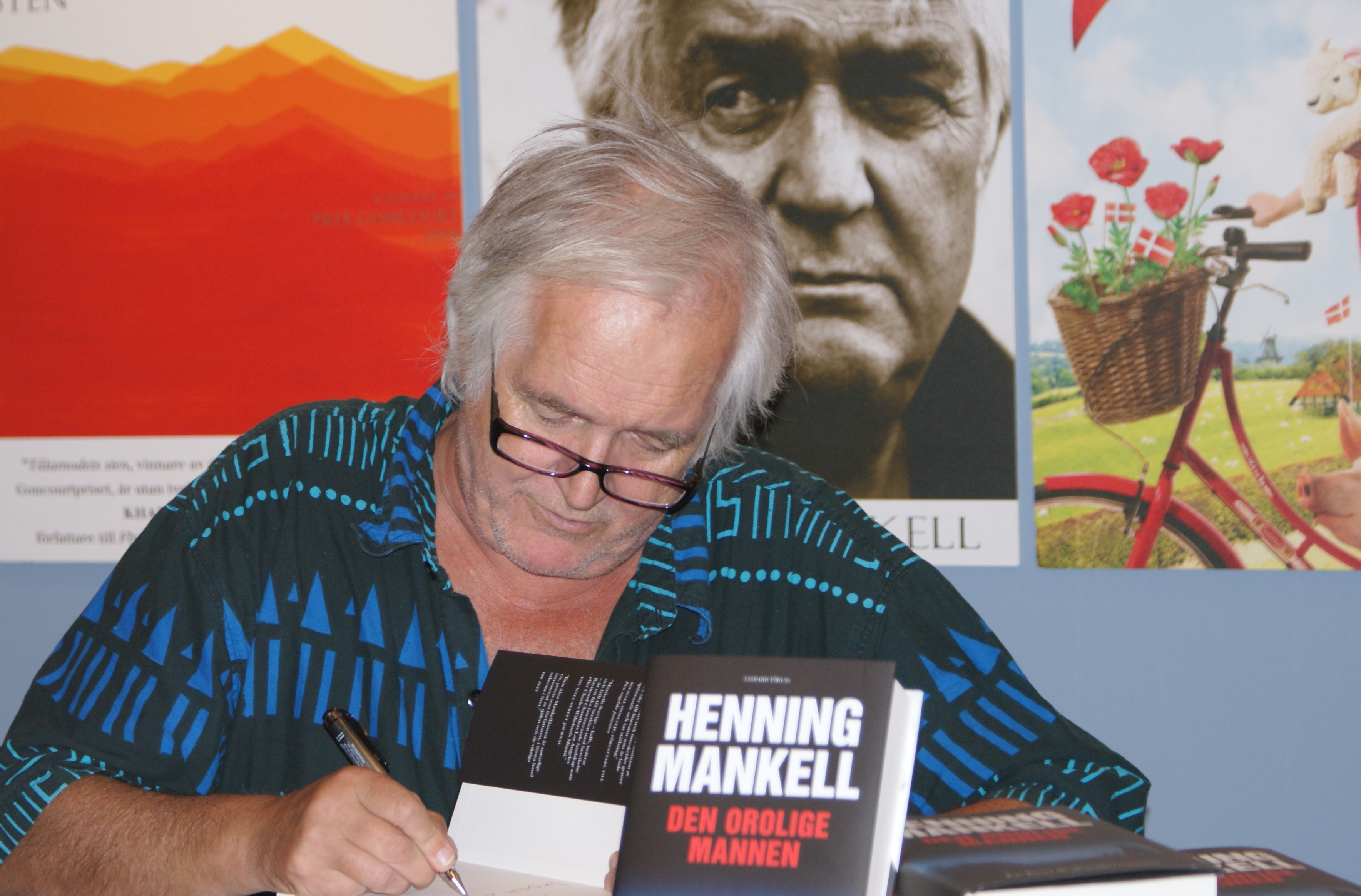
Henning Mankell signerar böcker 2009.